# Jolanta Pękała
Jolanta Pękała, z d. Langosz (ur. 30 sierpnia 1975) – polska tenisistka stołowa, mistrzyni i reprezentantka Polski.

## Kariera sportowa
Była zawodniczką GKS Jastrzębie, Zofiówki Jastrzębie, Ogrodnika Bielsko-Biała, AZS Karpatia Bielsko-Biała, AZS WSP Częstochowa, Iskry Konin, AZS WSZ Konin
W 1990 została wicemistrzynią Europy kadetek w grze podwójnej (z Joanną Narkiewicz). Na mistrzostwach Europy juniorek w 1993 zdobyła brązowy medal grze podwójnej (z Joanną Narkiewicz).
W 1992 została wicemistrzynią Polski juniorek, w 1993 mistrzynią Polski juniorek w grze pojedynczej, w 1995 młodzieżową mistrzynią Polski w singlu.
Na indywidualnych mistrzostwach Polski seniorek wywalczyła 15 medali:
- gra pojedyncza: brązowy (1992)
- gra podwójna: złoty (1997 - z Dorotą Djaczyńską-Nowacką, 1998 - z Joanną Narkiewicz) srebrny (1994, 1996, 2001), brązowy (1995, 1999)
- gra mieszana: złoty (1993, 1995, 1996, 1998, 2000 - z Lucjanem Błaszczykiem), srebrny (1997), brązowy (1999)

W drużynowych mistrzostwach Polski zdobyła 5 medali:
- srebrny (1991 z Zofiówką Jastrzębie, 2000 z Iskrą Konin)
- brązowy (1995 z Ogrodnikiem Bielsko-Biała, 1996 z AZS Karpatia Bielsko-Biała, 2001 z AZS WSZ Konin)